# Andrés Escobar Saldarriaga
Pour les articles homonymes, voir Andrés Escobar et Escobar.
Andrés Escobar Saldarriaga, né le 13 mars 1967 à Medellín et mort dans cette même ville le 2 juillet 1994, était un footballeur colombien, qui évoluait au poste de défenseur à l'Atlético Nacional et au BSC Young Boys ainsi qu'en équipe de Colombie. Il est assassiné après avoir marqué un but contre son camp ayant entraîné l'élimination de son pays lors de la Coupe du monde 1994.
Escobar marque un but lors de ses cinquante sélections avec l'équipe de Colombie entre 1988 et 1994. Il participe à la Coupe du monde de football en 1990 et 1994 et à la Copa América en 1989 et 1991 avec la Colombie.

## Biographie
Escobar joue pour l'Atlético Nacional une grande partie de sa carrière. Il est surnommé « le Gentleman du football » pour son élégance sur le terrain et dans sa vie, ou « El caballero de la Cancha » (« Le chevalier du terrain »), peut-être à cause d'« El caballero de la Mancha » (Don Quichotte).
Il fait un passage rapide en Europe au BSC Young Boys à Berne en Suisse.
Il est sélectionné cinquante fois en équipe nationale.
Issu d'une famille de la classe moyenne, il a une bonne réputation dans la ville où « chaque Noël, il remplissait son 4 x 4 et faisait le tour de la ville la nuit pour distribuer [des cadeaux aux enfants] ».

### Mort
Le 2 juillet 1994, Escobar est assassiné sur le parking du bar El Indio dans la banlieue de Medellín, après une altercation dans l'établissement. D'après la petite amie d'Escobar, le tueur aurait crié « gol » (« but ») pour chacune des douze balles tirées. Escobar a marqué un but contre son camp lors du deuxième match de la Colombie contre les États-Unis le 23 juin 1994 en voulant écarter le ballon en corner d'un tacle en extension. Après cette ouverture du score, les États-Unis remportent finalement la partie 2-1, et la Colombie est prématurément éliminée de la compétition avant même de disputer son dernier match, alors qu'elle faisait figure d'outsider au début du tournoi.
Le meurtre d'Escobar est sans aucun doute une punition pour avoir marqué ce but. Cependant, il n'est pas sûr que le meurtrier ait agi de sa propre initiative à la suite de la déception de l'élimination, ou s'il a été envoyé par l'un des syndicats de jeu de hasard, voire des narcotrafiquants, qui avaient parié de grandes sommes d'argent sur la qualification de la Colombie pour le deuxième tour. Escobar choisit de rentrer des États-Unis rapidement après l'élimination de l'équipe. Peu avant sa mort, il est en négociation pour rejoindre le club italien de l'AC Milan.
Environ 80 000 personnes ont défilé dans les rues lors de son enterrement.
Le suspect, Humberto Muñoz Castro, est reconnu coupable du meurtre d'Escobar en juin 1995 et condamné à 43 ans de prison,,. Muñoz est remis en liberté pour bonne conduite en 2005, après avoir notamment effectué des travaux d'intérêt général et profité d'une remise de peine. La famille du footballeur est scandalisée par la décision, qui est selon elle « une honte pour la Colombie ». Castro a passé environ dix ans derrière les barreaux.
Un monument à la mémoire d'Escobar est érigé dans la ville de Medellín.

## Carrière
- 1985–1989 :  Atlético Nacional
- 1989–1990 :  BSC Young Boys
- 1990–1994 :  Atlético Nacional[4]

## Palmarès

### En équipe nationale
- 50 sélections et 1 but (marqué contre l'Angleterre en 1988) avec l'équipe de Colombie entre 1988 et 1994.
- Huitième-de-finaliste de la Coupe du monde 1990.
- Quatrième de la Copa América 1991.
- Participe au premier tour de la Coupe du monde 1994.
- Participe au premier tour de la Copa América 1989.

### Avec l'Atlético Nacional
- Vainqueur de la Copa Libertadores en 1989.
- Vainqueur de la Copa Interamericana en 1990.
- Vainqueur du Championnat de Colombie de football en 1991 et 1994.